# Maurice Fréchet
Maurice René Fréchet (en francés [moˈʁis ʁəˈne fʁeˈʃɛ]; Maligny, 2 de septiembre de 1878-París, 4 de junio de 1973) fue un matemático francés. Trabajó en topología, teoría de la probabilidad y estadística.

## Biografía
Hijo de Jacques y de Zoé Fréchet, nació en Maligny, en el seno de una familia de religión protestante. En el momento de su nacimiento, su padre era director de un orfanato protestante en Maligny y más tarde, en su juventud, fue nombrado director de una escuela protestante. Sin embargo, la Tercera República francesa recién establecida no simpatizaba con la educación religiosa, por lo que se promulgaron leyes que exigían que toda la educación fuera secular. Como resultado, su padre perdió su trabajo. Para generar algunos ingresos, su madre instaló una pensión para extranjeros en París. Más adelante, su padre pudo obtener otro puesto de maestro dentro del sistema secular, aunque no era un puesto de jefatura, y la familia no pudo recuperar su anterior estatus económico. Maurice Fréchet asistió a la escuela secundaria Lycée Buffon en París, donde le enseñó matemáticas Jacques Hadamard, quien reconoció el potencial del joven Maurice y decidió darle clases particulares. Después de que Hadamard se mudara a la Universidad de Burdeos en 1904, le escribió continuamente a Fréchet, planteándole problemas matemáticos y criticando duramente sus errores.
Fréchet estudió en la Escuela Normal Superior y enseñó de 1909 a 1927 en las universidades de Poitiers y Estrasburgo (excepto durante la I Guerra Mundial, periodo en el que fue movilizado y trabajó como traductor para el mando británico) y de 1928 a 1949 en la Universidad de París. 

## Obra matemática
Sus trabajos en análisis funcional, comenzados a raíz de su tesis bajo la dirección de Jacques Hadamard lo empujaron a buscar un marco más general que el espacio euclídeo.
Dentro de la teoría de la probabilidad, estudió la distribución del valor máximo de una muestra de variables independientes con la misma distribución. La resolution de una ecuación funcional le permitió identificar la ley de probabilidades que lleva su nombre.
Introdujo en 1906 los espacios métricos y desarrolló las primeras nociones de topología al tratar de formalizar en términos abstractos los trabajos de Volterra, Arzela, Hadamard y Cantor. A él se deben las nociones de filtro, de convergencia uniforme, de convergencia compacta y de equicontinuidad.

## Años de madurez
Fréchet sirvió en muchas instituciones diferentes durante su carrera académica. De 1907 a 1908 trabajó como profesor de matemáticas en el Lycée de Besancon, desde donde se trasladó en 1908 al Lycée de Nantes para permanecer allí durante un año. Después sirvió en la Universidad de Poitiers entre 1910 y 1919. Se casó en 1908 con Suzanee Carrive (1881-1945) y tuvo cuatro hijos: Héléne, Henri, Denise y Alain.

## Primera Guerra Mundial
Fréchet tenía previsto pasar un año en Estados Unidos en la Universidad de Illinois, pero su plan se vio truncado cuando estalló la Primera Guerra Mundial en 1914. Fue movilizado el 4 de agosto del mismo año. Debido a sus diversas habilidades lingüísticas, adquiridas cuando su madre dirigía el establecimiento para extranjeros, sirvió como intérprete para el ejército británico. Sin embargo, este no era un trabajo seguro. Los ideales igualitarios franceses provocaron la movilización de muchos académicos. Sirvieron en las trincheras y muchos de ellos se perdieron durante la guerra. Es notable que durante su servicio en la guerra, todavía se las arregló para producir artículos matemáticos  de vanguardia con frecuencia, a pesar de tener poco tiempo para dedicar a las matemáticas.

## Honores y reconocimientos
Fue elegido miembro de la Academia de Ciencias de Polonia en 1929, de la Real Sociedad de Edimburgo en 1947 y de la Académie des sciences en 1956.

## Estudiantes
- Wolfgang Doeblin